# Marcus Atilius Regulus Calenus
Marcus Atilius Regulus Calenus war ein römischer Politiker, der 335 v. Chr. als erster Vertreter der Atilii Reguli Konsul wurde.
Angehörige der verzweigten gens Atilia waren angeblich bereits im 5. Jahrhundert v. Chr. in den Senatorenstand aufgestiegen; Regulus kann mit ihnen aber in keinen direkten Zusammenhang gebracht werden. Er wurde 335 v. Chr. zusammen mit Marcus Valerius Corvus zum Konsul gewählt, tritt aber in der Überlieferung bei Livius völlig hinter seinem Kollegen zurück.
Dem Corvus gelang die Erstürmung der Stadt Cales, wofür ihm ein Triumph zuerkannt wurde. Da der Krieg gegen die Sidiciner aber noch nicht beendet war, blieben beide Konsuln im Feld, weswegen Lucius Aemilius Mamercinus Privernas als Diktator zur Abhaltung der Wahlen eingesetzt wurde. Der Anteil des Regulus an der Eroberung von Cales kann aber so gering nicht gewesen sein, da er davon sein agnomen Calenus ableitete.
Danach verschwindet er aus der Überlieferung; sein Sohn Marcus Atilius Regulus gelangte 294 v. Chr. zum Konsulat.